# Championnats d'Europe de gymnastique artistique 2021
Navigation
Mersin 2020 Munich 2022
Les 9e championnats d'Europe de gymnastique artistique se tiennent du 21 au 25 avril 2021 à Bâle en Suisse.
La Russie domine la compétition chez les hommes comme chez les femmes, avec un total de 13 médailles dont 5 titres, notamment grâce à Nikita Nagornyy et Angelina Melnikova qui remportent tous deux 4 médailles.
Il s'agit d'un évènement qualificatif pour les Jeux olympiques d'été de Tokyo, avec deux places individuelles au concours général à remporter durant la phase de qualification des championnats. La Russie gagne la qualification non nominative tant chez les hommes que chez les femmes (ces places pouvant donc être attribuées à n'importe quel gymnaste du pays concerné) ; le Turc Adem Asil et la Roumaine Larisa Iordache obtiennent les tickets nominatifs (qui ne peuvent donc pas être transférés à d'autres gymnastes en cas d'impossibilité de participer aux Jeux).

## Podiums
| Épreuve                                         | Or                                | Argent                   | Bronze                     |
| ----------------------------------------------- | --------------------------------- | ------------------------ | -------------------------- |
| Hommes                                          |                                   |                          |                            |
| Concours général individuel résultats détaillés | Nikita Nagornyy (RUS)             | David Belyavskiy (RUS)   | Illia Kovtun (UKR)         |
| Anneaux résultats détaillés                     | Elefthérios Petroúnias (GRE)      | Nikita Nagornyy (RUS)    | Salvatore Maresca (ITA)    |
| Arçons résultats détaillés                      | Artur Davtyan (ARM)               | Nikita Nagornyy (RUS)    | Joe Fraser (GBR)           |
| Barre fixe résultats détaillés                  | David Belyavskiy (RUS)            | Andreas Toba (GER)       | Adem Asil (TUR)            |
| Barres parallèles résultats détaillés           | Ferhat Arican (TUR)               | David Belyavskiy (RUS)   | Christian Baumann (SUI)    |
| Barres parallèles résultats détaillés           | Ferhat Arican (TUR)               | David Belyavskiy (RUS)   | Lukas Dauser (CAN)         |
| Saut résultats détaillés                        | Igor Radivilov (UKR)              | Andrey Medvedev (ISR)    | Giarnni Regini-Moran (GBR) |
| Sol résultats détaillés                         | Nikita Nagornyy (RUS)             | Benjamin Gischard (SUI)  | Nicola Bartolini (ITA)     |
| Femmes                                          |                                   |                          |                            |
| Concours général individuel résultats détaillés | Viktoria Listunova (RUS)          | Angelina Melnikova (RUS) | Jessica Gadirova (GBR)     |
| Barres asymétriques résultats détaillés         | Angelina Melnikova (RUS)          | Vladislava Urazova (RUS) | Amelie Morgan (GBR)        |
| Poutre résultats détaillés                      | Mélanie de Jesus dos Santos (FRA) | Sanne Wevers (NED)       | Anastasiia Bachynska (UKR) |
| Saut résultats détaillés                        | Giulia Steingruber (SUI)          | Jessica Gadirova (GBR)   | Angelina Melnikova (RUS)   |
| Sol résultats détaillés                         | Jessica Gadirova (GBR)            | Angelina Melnikova (RUS) | Vanessa Ferrari (ITA)      |